# Národní řád práce
Národní řád práce později Řád práce (bulharsky: Народен Орден На Труда) byl záslužný řád Bulharské lidové republiky založený roku 1945. Udílen byl jednotlivcům i kolektivům za úspěchy v oblasti národního hospodářství, státní a veřejné správy, a také na poli vědy a kultury.

## Historie a pravidla udílení
Řád byl založen dne 21. června 1945 a byl udílen ve třech třídách za vynikající úspěchy v oblasti národního hospodářství, státní a veřejné správy, a také na poli vědy a kultury. Udílen byl občanům Bulharska i cizím státním příslušníkům a také dělnickým kolektivům. Poprvé byl udělen dne 30. dubna 1946.
Autoři návrhu designu vyznamenání nejsou přesně známí. Pravděpodobně jimi byli profesoři D. Uzunov a L. Dimitrov. Tato původní verze insignií byla udílena od založení řádu do roku 1979. Již v roce 1974 bylo rozhodnuto o novém vzhledu medaile, jehož autory byli B. Kozarev a M. Markov. Tento nový vzor se začal používat v roce 1979. Řád byl v té době také reformován a přejmenován na Řád práce. Původně byly medaile vyráběny v soukromé dílně a od počátku 50. let 20. století přešla jejich výroba do státní mincovny.

## Insignie

### Do roku 1979
Řádový odznak měl kulatý tvar o průměru 34 mm, který byl v případě I. třídy pozlacený, v případě II. třídy stříbrný a v případě III. třídy bronzový. Na lícní straně byl vyobrazen dělník klečící na jednom koleni. V pravé zvednuté ruce držel kladivo a v levé ruce ozubené kolo a obilný klas. Na zadní straně byl nápis v cyrilici НАРОДЕН ОРДЕН • НА ТРУДА (národní řád • za práci).
Řádový odznak I. a II. třídy měly shodný tvar, lišil se pouze způsobem zavěšení ke stuze. Odznak I. třídy se nosil na stuze uvázané do tvaru trojúhelníku. Odznak II. třídy se nosil na stuhou potažené kovové destičce ve tvaru pětiúhelníku. V případě udělení řádu I. třídy ženě, byla stuha uvázaná do mašle.
Stuha řádu byla červená s úzkým bílým a zeleným pruhem na okraji.

### Od roku 1979
Řádový odznak měl tvar pěticípé hvězdy položené na pětiúhelníku. Uprostřed hvězdy byl reliéf zobrazující srp a kladivo. V případě I. třídy byl celý odznak zlatý, v případě II. třídy byla zlatá hvězda položena na stříbrném podkladu a u III. třídy byl odznak bronzový. Na zadní straně byl vyražen nápis, který se lišil dle třídy. V případě I. třídy zněl ОРДЕН НА ТРУДА ЗЛАТЕН НРБ, v případě II. třídy ОРДЕН НА ТРУДА СРЕБЪРЕН НРБ a u III. třídy byl nápis ОРДЕН НА ТРУДА БРОНЗОВ НРБ.
Barva stuhy se od předchozí verze nelišila.

## Třídy
Řád byl udílen ve třech třídách:
- I. třída – Řádový odznak se v případě mužů nosil na stuze uvázané do trojúhelníku a v případě žen na stuze uvázané do mašle.
- II. třída – Řádový odznak se nosil na kovové destičce potažené stuhou ve tvaru pětiúhelníku.
- III. třída – Řádový odznak se nosil na kovové destičce potažené stuhou ve tvaru pětiúhelníku.